# Hjalmar Johansen

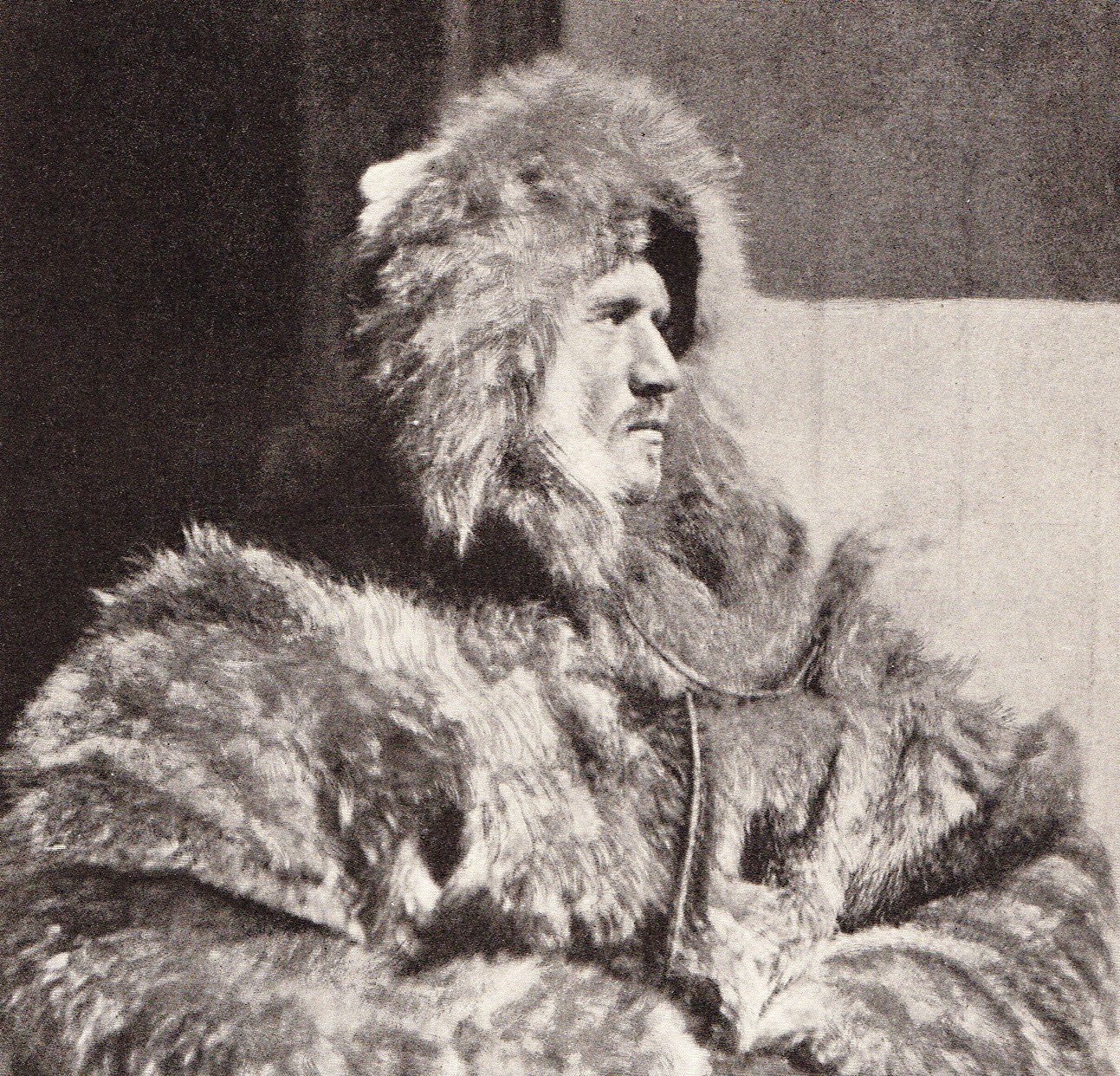
Johansen w 1893 roku

Hjalmar Johansen (ur. 15 maja 1867 roku w Skien, zm. 3 stycznia 1913 roku w Kristianii) – norweski badacz polarny, uczestnik ekspedycji Fridtjofa Nansena na biegun północny z lat 1893-1896 oraz ekspedycji Roalda Amundsena na biegun południowy z lat 1910–1912.

## Życiorys

### Dzieciństwo i młodość
Urodził się w Skien, w regionie Telemark w Norwegii. Był drugim synem w chrześcijańskiej rodzinie liczącej piątkę dzieci. Jego ojciec, Jens Johansen, był strażnikiem i oczekiwał, że Hjalmar wstąpi do akademii wojskowej. Ten postanowił jednak zostać prawnikiem i rozpoczął studia na Królewskim Uniwersytecie Fryderyka w Kristianii (dzisiejszym Oslo). Na uczelni osiągał jednak słabe wyniki ze względu na niską frekwencję. Gdy miał 21 lat, zmarł jego ojciec, co skłoniło go do opuszczenia uczelni. Następnie pracował na stanowisku urzędniczym. Równocześnie rozpoczęła się jego kariera sportowa; realizował się przede wszystkim w gimnastyce sportowej i biegach narciarskich. W 1885 roku zwyciężył podczas mistrzostw Norwegii w gimnastyce sportowej, rozgrywanych w Frederikshald, zaś w 1889 roku zdobył w Paryżu tytuł mistrza świata w tej dyscyplinie.

### Wyprawa na biegun północny
W 1893 roku dołączył do ekspedycji Fridtjofa Nansena na biegun północny. Na statku „Fram” został palaczem, gdyż pozostałe stanowiska zostały już obsadzone, później jednak został asystentem Sigurda Scotta-Hansena podczas jego badań meteorologicznych. Dzięki umiejętności w manewrowaniu psimi zaprzęgami, w 1895 roku podjął wspólnie z Nansenem próbę zdobycia bieguna północnego drogą lądową. Ekspedycja ta dotarła do równoleżnika 86°14’N. Podczas wyprawy polarnicy uszkodzili swoje kajaki próbując przepłynąć przez kanały w pokrywie lodowej, zostali więc zmuszeni do spędzenia zimy na Ziemi Franciszka Józefa. W tym czasie został przez Nansena uratowany przed utonięciem w lodowatej wodzie oraz przeżył spotkanie z niedźwiedziem polarnym. Po powrocie do Norwegii został uznany za bohatera narodowego i mianowany na kapitana norweskiej piechoty. Opuścił jednak siły zbrojne i popadł w alkoholizm. W latach 1907–1909 uczestniczył w czterech ekspedycjach na Svalbard.

### Podróż na Antarktydę
W 1910 roku, na prośbę Nansena, został ponownie zabrany na pokład statku "Fram", przewożącego na Antarktydę ekspedycję Roalda Amundsena na biegun południowy. Początkowo nie znał jednak rzeczywistego celu wyprawy, myśląc – podobnie jak większość załogi – że płynie na biegun północny. O zmianie planów dowiedział się przed wypłynięciem z Madery, ostatniego portu, do którego zawinął "Fram" przed skierowaniem się na Antarktydę. Zaaprobował wówczas decyzję Amundsena i zgodził się podjąć wędrówkę na biegun południowy.
Podczas pobytu w bazie Framheim na Lodowcu Szelfowym Rossa odradzał Amundsenowi wyruszenie na południe natychmiast po zakończeniu nocy polarnej. Nie udało mu się jednak przekonać dowódcy i 8 września 1911 roku wraz z siedmioma towarzyszami rozpoczął marsz w kierunku bieguna południowego. Jego obawy okazały się uzasadnione. W związku z bardzo niskimi temperaturami Amundsen zarządził 12 września powrót do bazy. Podczas drogi powrotnej Amundsen wyruszył przodem na najszybszych saniach, zaś Johansen został w tyle wraz ze znacznie mniej doświadczonym Kristianem Prestrudem. W rezultacie powrócił do bazy po zapadnięciu zmroku, w zamieci śnieżnej, kilkanaście godzin po Amundsenie. Kolejnego dnia doszło na tym tle do kłótni pomiędzy nim a dowódcą wyprawy. Został wówczas wykluczony z kolejnej próby zdobycia bieguna. Został oddany pod komendę Prestruda i wspólnie z nim oraz Jørgenem Stubberudem miał przeprowadzić eksplorację Półwyspu Edwarda VII. Podczas wyprawy tej, trwającej od 1 listopada do końca grudnia 1911 roku, Johansen, Prestrud i Stubberud zostali pierwszymi ludźmi, którzy postawili stopy na półwyspie.
Po powrocie z podróży na biegun południowy Amundsena i dopłynięciu ekspedycji na Tasmanię, Johansen został zdymisjonowany przez Amundsena i odesłany do Norwegii na innym statku. Po powrocie do ojczyzny zorientował się, że jego dokonania nie zostały wymienione w relacji z podróży. W 1912 roku odebrał jednak za uczestnictwo w wyprawie Złoty Medal Bieguna Południowego (norw. nynorsk Sydpolsmedaljen), ustanowiony przez króla Haakona VII z okazji sukcesu wyprawy Amundsena.

### Śmierć
Po powrocie z Antarktydy Johansen popadł w depresję i alkoholizm, zaś 3 stycznia 1913 roku popełnił samobójstwo w swoim mieszkaniu, w Kristianii.